# Фонд B612
Фонд B612 — частный некоммерческий фонд с главным офисом в Соединённых Штатах, посвящённый защите Земли от астероидов. Этим занимаются учёные, бывшие астронавты, а также инженеры из Института перспективных исследований, Юго-западного Научно-исследовательского института (Southwest Research Institute — SwRI) со штаб-квартирой в Сан-Антонио (Техас, США), Стэнфордского университета, НАСА и аэрокосмической промышленности.
Фонд проводит две линии исследований: одна из них направлена на обнаружение астероидов, которые могут столкнуться с Землёй, вторая — на поиск и разработку технологических средств, позволяющих отклонить такие астероиды от их курса, чтобы предотвратить столкновение.
Текущая цель фонда состоит в проектировании и создании частного космического телескопа «Oхранник» (англ. Sentinel), который должен быть запущен в 2017—2018 году. Инфракрасный телескоп с глубоким охлаждением, запущенный на орбиту, подобную орбите Венеры, поможет идентифицировать астероиды и другие околоземные объекты (NEOs), которые представляют угрозу в плане столкновения с Землёй.
Фонд назван по имени астероида B-612, на котором жил герой философской сказки Антуана де Сент-Экзюпери «Маленький принц».